# Alba Solís
Ángela Herminia Lamberti (Buenos Aires, Argentina, 18 d'octubre de 1927 - 3 de febrer de 2016), més coneguda com a Alba Solís, va ser una cantant, actriu i vedette argentina. Es va caracteritzar per cantar tangos d'una forma molt dramàtica.

## Biografia
Filla d'immigrants italians, el seu pare es deia Oreste Juan Guillermo Lamberti i la seva mare, Herminia Trapanese. Solís va néixer a la zona bonaerenc de Floresta, encara que després es va mudar amb la seva família al barri de Constitució i, després, va tornar a l'Oest i es va radicar a Floresta de nou. Aconsellada per la seva cosina, amb tan sols quatre anys, va debutar en la reconeguda Colla Marilyn, on va interpretar temes musicals i va participar en un ràdioteatre. Després, va actuar en matinés i ja més gran, amb Atiliano Ortega Sáenz i Mario Amaya.
Va estudiar amb la cantant lírica italiana María Naftri, als ensenyaments de la qual Alba li va addicionar les característiques pròpies del seu temperament i els secrets de l'art escènic que naturalment ella va anar incorporant a les seves interpretacions.
Va cantar a Radio Mitre, el 1945 i, després de concursar en el certamen "Buscando la Voz del Tango" organitzat per Radio Splendid, quedant segona amb el suport de Nelly Omar, subscriu en aquesta emissora un contracte per quatre anys. El to de la seva veu i la gran sensibilitat dramàtica que va imposar al seu cant, li van valer convertir-se ràpidament, en una figura estel·lar. Les seves actuacions en Radio Belgrano i Radio El Mundo van tenir molt èxit.
Va continuar en la revista de Buenos Aires, en el teatre Comèdia al costat de Alicia Márquez i Nélida Roca, i aviat va esdevenir una referent musical. En els més importants teatres, es va lluir ballant i cantant al costat de Tito Lusiardo, amb el qual va conformar un reeixit duo. Va ser part de l'elenc de "Tangolandia" i "Blum", el gran succés teatral de Enrique Santos Discépolo, de qui va ser íntima amiga. El 1951 Homer Manzi, ja molt malalt i desmillorat, va compondre al costat d'Aníbal Troilo el tango "Discepolín", tema que Enrique va escoltar per primera vegada en el cabaret "El Colonial", interpretat per Alba Solís, poc temps abans de morir. Entre les obres en què va participar, es troben "Tangolandia" (1957), en el Teatre President Alvear, "Yo te canto, Buenos Aires" (1959), en el Teatre Còmic, "Buenos Aires canta al mundo" (1966), amb Violeta Rivas, "Tango Argentí" (1986), duta a terme a Broadway, Estats Units, entre d'altres.
Amb Mariano Mores, Los Mac Ke Mac's, Ubaldo Martínez i els ballarins Mayoral i María Elena, va actuar en la comèdia musical "Buenos Aires canta al mundo" i si bé el cinema va comptar amb la seva participació en diverses oportunitats, ella mateixa va reconèixer que mai la va atreure. Quan Francini i Pontier van reorganitzar la seva orquestra el 1973 per col·laborar principalment al Japó, li van confiar la responsabilitat de ser la vocalista femenina del conjunt. Aquest mateix any, amb Roberto Goyeneche, Horaci Deval, Jorge Sobral i els bandoneons de Baffa-Berlingieri i Osvaldo Piro, va ser protagonista del Festival de Tango en el Mar, a Porto Alegre (Brasil).
Un any després, en tornar d'una actuació a la ciutat de Rosario, va sofrir un greu accident automobilístic, però va aconseguir recuperar-se després d'exigents treballs de rehabilitació.
Durant un lapse perllongat va ser figura principal del reeixit espectacle "Tango Argentino", que li va permetre viatjar per molts països del món i fer conegudes les seves inoblidables interpretacions de "Uno" i "La última curda".
Va estar present diverses vegades en "El Viejo Almacén", de Edmundo Rivero i en "Caño 14", en aquest últim romanent molts anys; primer, a la sala d'Uruguai 932, després en Talcahuano 975 i, finalment, al carrer Vicente López 2134, últim assentament de l'establiment.
En les últimes dècades, va seguir amb presentacions especials i exercint-se com a docent de vocalització. De 2002 a 2007 va retornar a l'espectacle de forma rellevant mitjançant l'espectacle "Tanguera", en el Teatre El Nacional amb María Nieves. El 2002 se li va atorgar el Premi Atrevides en el Tango a la trajectòria. El 2005 en l'Ateneu De Buenos Aires de Tango va ser partícip d'un homenatge a Carlos Gardel commemorant-se el 70º aniversari de la seva mort, i el 2007 al veterà músic Mariano Mores en el mateix lloc situat en el Teatre Maipo.
Va estar casada amb l'empresari, periodista i actor René Jolivet mort tràgicament el 1997. Va morir per causes naturals a Buenos Aires el dimecres 3 de febrer de 2016 als 88 anys.

## Al cinema
El 1951, tenint ja una llarga carrera, va ser convocada per Juan Carlos Thorry per complir un paper de suport en "Escándalo nocturno", amb José Cibrián i Elina Colomer que va tenir una bona taquilla. Aquest mateix any va acompanyar a Roberto Escalada en "De turno con la muerte", de Julio Porter. Afavorida per la companyia Oro Films, es va estrenar a Espanya, Mèxic i Argentina "Tres citas con el destino", o coneguda en altres llocs com a "Maleficio". El seu següent èxit rotund va ocórrer recentment el 1967, quan va participar en "La cigarra está que arde", d'Argentina Sono Film amb l'actuació especial d'Olinda Bozán. Va realitzar la seva última intervenció cinematogràfica en "Carne", per a S.I.F.A. com un dels productes Isabel Sarli-Armando Bó.

## Filmografia
- Carne (1968)
- La cigarra está que arde (1967)
- Luna Park (1960)
- Estrellas de Buenos Aires (1956)
- Maleficio (1953)
- De turno con la muerte (1951)
- Escándalo nocturno (1951)

## Discografia
- 1969: "Alba Solis con la orquesta de Osvaldo Tarantino 1968/1969"
- 1973: "Tango integral" - Juntament amb Juan Carlos La Madrid, Enrique Lannoo i Lito Mora - TEN RECORDS